# تاریخ‌گذاری اورانیوم-توریم
تاریخ‌گذاری اورانیوم-توریم که به نام‌های تاریخ‌گذاری توریم-۲۳۰، تاریخ‌گذاری عدم تعادل سری اورانیوم یا تاریخ‌گذاری سری اورانیوم نیز نامیده می‌شود، یکی از روش‌های تاریخ‌یابی رادیومتریک (رادیومتری) است که در دههٔ ۱۹۶۰ تأسیس شد و از دههٔ ۱۹۷۰ برای تعیین سن مواد کربنات کلسیم مانند غارسنگ‌ها و مرجان‌ها از آن استفاده می‌شد. بر خلاف دیگر روش‌های رادیومتری که معمولاً مورد استفاده قرار می‌گیرند، مانند تاریخ‌گذاری روبیدیم-استرونسیوم یا اورانیوم-سرب، تکنیک اورانیوم-توریم محصول واپاشی پوسیدگی عضو نهایی پایدار را اندازه‌گیری نمی‌کند. در عوض، سن را؛ از درجه‌ای که تعادل پایدار بین ایزوتوپ رادیواکتیو توریم-۲۳۰ و اورانیوم-۲۳۴ رادیواکتیو اصلی آن در یک نمونه برقرار شده‌است، محاسبه می‌کند.